# Lady Macbeth von Mzensk
Lady Macbeth von Mzensk ist eine Oper in 4 Akten (9 Bildern) von Dmitri Schostakowitsch und Alexander Preis nach Nikolai Leskows gleichnamiger Erzählung. Die von Schostakowitsch überarbeitete zweite Fassung der Oper trägt den Titel Katerina Ismailowa (russisch Катерина Измайлова).

## Handlung

### Erster Akt
Die junge und schöne Katerina ist mit dem langweiligen Kaufmann Sinowi Borissowitsch Ismailow verheiratet. Sie ist durch die Ereignislosigkeit ihres Lebens gelangweilt und leidet unter der Liebesunfähigkeit ihres Ehemanns und dem tyrannischen Verhalten ihres Schwiegervaters Boris Timofejewitsch. Während einer Dienstreise ihres Gatten schreitet Katerina im Hof des Kaufmannshauses ein, als der Verwalter und einige Arbeiter, darunter der Schürzenjäger Sergei, ihr gnadenloses Spiel mit der dicken, alten Köchin treiben. Sergei fordert Katerina zum Kräftemessen auf, die sich darauf einlässt, da sie den draufgängerischen Arbeiter attraktiv findet. Ihr Schwiegervater unterbricht mit lautem Schimpfen den Ringkampf und verweist Katerina ins Haus. Sergei kommt unter dem Vorwand, sich ein Buch leihen zu wollen, in Katerinas Zimmer und verführt sie.

### Zweiter Akt
Als Sergei das Zimmer durch das Fenster verlässt, erwischt ihn der Schwiegervater Katerinas, der ihn packt und fast zu Tode prügelt. Katerina muss ihrem Schwiegervater noch etwas zu essen bringen, was sie nutzt, um unter das Essen Rattengift zu mischen. Boris Timofejewitsch stirbt. Nun verbringt Katerina regelmäßig ihre Nächte mit Sergei, doch das Gewissen plagt sie. Als ihr Mann unerwartet mitten in der Nacht zurückkehrt, kann sich Sergei gerade noch verstecken, doch Sinowi ist misstrauisch und entdeckt einen fremden Gürtel, mit dem er auf Katerina einschlägt. Sergei kommt aus dem Versteck und bringt Sinowi mit Katerinas Hilfe ums Leben.

### Dritter Akt
Katerina kann nun Sergei heiraten, doch während das Aufgebot bestellt ist, entdeckt ein Betrunkener die Leiche Sinowis im Keller und informiert die Polizei. In die Hochzeitsfeier platzt die Polizei und nimmt Katerina und Sergei fest, worauf sie zu lebenslanger Zwangsarbeit verurteilt werden.

### Vierter Akt
Bei dem Transport ins Zwangsarbeiterlager will Katerina zu Sergei gelangen und besticht einen Wärter. Doch Sergei ist nun an der jungen Sonjetka interessiert, die aber nur mit ihm schlafen will, wenn er ihr warme Socken besorgen könne. Sergei umgarnt Katerina und bekommt von ihr die Strümpfe. Als diese Sergeis Vorhaben durchschaut, bringt sie Sonjetka durch einen Sturz von einer Brücke um und springt selbst in den reißenden Fluss hinterher.

## Die Vorlage
Der Librettist Alexander Preis legte der Oper die Novelle Lady Macbeth aus dem Landkreis Mzensk von Nikolai Leskow, die 1865 erschien, zugrunde. Der große russische Schriftsteller galt der sowjetischen Kulturbürokratie als lästiger bürgerlicher Autor. Lediglich diese Erzählung durfte erscheinen. 1930 gelangte sie – wenngleich mit Eingriffen der Zensurbehörde – als „derb-erotisches und kriminalistisches Schauerstück“ in sowjetische Theater. Die Titelfigur sollte ein abschreckendes Beispiel weiblicher Sinnlichkeit darstellen.
Bereits im Zusammenhang mit der Uraufführung musste Schostakowitsch deshalb die Wahl seines Stoffes legitimieren. Er verfasste einen Aufsatz zur Uraufführung, in dem er behauptete, „unter Beibehaltung der ganzen Kraft der Leskowschen Erzählung“ den Stoff dennoch kritisch und vom zeitgenössischen Standpunkt aus interpretiert zu haben. Dies  bedeutete vor allem eine Veränderung der „Lady“: „Von Jekaterina Lwowna sollte der Eindruck einer positiven Persönlichkeit zurückbleiben.“ Auf diese Weise versuchte er, die starke Erotik, die sie in seiner Oper ausstrahlt, zu entschuldigen.
Doch auch andere Veränderungen haben Librettist und Komponist vorgenommen, um eine schärfere soziale Aussage zu erzielen: So haben sie im dritten Akt der Innensicht der Gefangenen mehr Raum gegeben und ihr Leiden deutlicher dargestellt. Außerdem fügten sie eine kritische Eingangsszene auf der Polizeistation hinzu (7. Bild) und nahmen einen dritten Mord (an Katerina Ismailowas Neffen) heraus.

## Vom Umgang mit der Erotik
In der Forschung wird Schostakowitschs neu erwachtes Interesse, Erotik zu einem Thema seiner Musik zu machen, gerne mit seinen persönlichen Erfahrungen erklärt. So hatte er gerade beim Tennisspiel seine große Liebe und zukünftige Frau Nina Warsar (Tochter der Astronomin Sofja Warsar) kennengelernt. Sie verkörperte den neuen Typus der „selbstbewussten Frau“.

„Ich widme Lady Macbeth meiner Braut. Versteht sich, dass die Oper auch von Liebe handelt, aber nicht nur.“

Sein Interesse für den Umgang der Geschlechter miteinander war geweckt. Er begann  die erotischen Verhaltensweisen seiner Zeit zu beobachten und historisch einzuordnen. Zur Zarenzeit hatte der Domostroi gegolten, ein Kodex, der das häusliche, soziale, politische und religiöse Leben der Oberschicht regelte.  Demzufolge war die Frau der Macht des Hausherrn unterworfen und weibliche Sexualität auf Fortpflanzung reduziert. Die Revolution von 1917 hatte die Idee der sexuellen Freiheit aufkeimen lassen, die noch Ende der 20er Jahre in Kunst und Literatur diskutiert wurde. Doch bereits kurze Zeit später unterlagen Liebe und Sexualität wieder dem staatlichen Machtsystem.

„Sie [die Oper] handelt auch davon, wie Liebe sein könnte, wenn nicht ringsum Schlechtigkeit herrschte. An diesen Schlechtigkeiten ringsum geht die Liebe zugrunde. An den Gesetzen, am Besitzdenken, an der Geldgier, an der Polizeimaschinerie. Wären die Verhältnisse anders, wäre auch die Liebe eine andere.“

## Die musikalische Gestaltung der Katerina
Seine Titelfigur hat Schostakowitsch mit drei großen musikalischen Momenten ausgestattet.
So ist Lady Macbeth von Mzensk eine Oper, die entgegen den Konventionen nicht mit einer Ouvertüre eröffnet wird. Stattdessen beginnt sie mit einem Arioso der Katerina, das ihre Gefühle und ihre Situation als Kaufmannsfrau des 18. Jahrhunderts schildert. (Vorbild für diesen Monolog ist Modest Mussorgskis Liedzyklus Ohne Sonne von 1874.) Ein wichtiger Begriff dieses Monologs ist „skuka“, Langeweile, was im Verlauf des Gesangsstückes zunehmend für Trauer, Schwermut und Melancholie steht. Katerina ist der Lebenssinn abhandengekommen, sie lebt ohne Liebe, ohne Freude. Ein Topos der russischen Kunst (wie z. B. in Tschechows Drei Schwestern). Diese Klage wird zum Grund für ihr weiteres Handeln und somit zu ihrem Schicksal.
Der zweite Monolog („Alles paart sich“) steht für die Befriedigung dieses Schmerzes ihres Lebens, die sie in der Sexualität sucht. Dabei hatte sie sich in einer ersten Fassung des Textes mit einer „brünstigen Stute“ verglichen. In der zweiten Fassung änderte Schostakowitsch dieses zu einer „turtelnden Taube“, variierte jedoch nicht die Musik, die eine hohe Erotik ausstrahlt. Mit dazu beigetragen hatten die Gemälde des Malers Boris Kustodijew, der gerne üppige, verlockende Frauen darstellte. Mit ihnen hatte Schostakowitsch sich zur Zeit der Entstehung der Arie beschäftigt und sich inspirieren lassen.
Im letzten Akt, dem 9. Bild, blickt Katerina in einem letzten großen Monolog nach innen und resümiert ihr Leben. Hier schließt sich der Kreis: Die befriedigte Sexualität brachte nur kurzfristige Freude und keine innere Stabilität, nur eine quälende neue Abhängigkeit von ihrem Objekt der Begierde. Das Reimwort zu „skuka“, Langeweile, bildet hier nun „muka“, die Qual.

## Geschichte

### Erfolg und Ächtung
Lady Macbeth von Mzensk war die zweite (und zugleich letzte vollendete) Oper von Dmitri Schostakowitsch, mit der er für viel Aufruhr sorgte. Er stellte sie im Dezember 1932 fertig und widmete sie seiner Braut Nina Warsar. Da gleich zwei Opernhäuser Interesse an dem Werk hatten, kam es kurz hintereinander zu zwei Uraufführungen. Die erste am 22. Januar 1934 im Maly-Theater in Leningrad unter Regie von Nikolay Smolich und der musikalischen Leitung von Samuil Samossud war ein gewaltiger Erfolg. Zwei Tage später fand die zweite am Nemirowitsch-Dantschenko-Musiktheater in Moskau statt. Diese Produktion unter der Regie von Wladimir Nemirowitsch-Dantschenko verwendete eine leicht gekürzte und veränderte Fassung. Zwei Jahre lang feierte das Werk einen Erfolg nach dem anderen. Bereits im Januar 1935 wurde es in Cleveland aufgeführt. Es folgten Aufführungen in New York, Philadelphia, Stockholm, Prag und Zürich.
Dann kam der Abend des 26. Januar 1936. Stalin, Molotow, Mikojan und Schdanow beehrten im Bolschoi-Theater die Aufführung der Oper in ihrer Regierungsloge, rechts über dem Orchestergraben, unmittelbar über den Blechbläsern und dem Schlagzeug. Die Loge war mit Stahlplatten gesichert, um mögliche Attentate zu verhindern, was die Akustik zusätzlich „verschärfte“. Stalin war mit einem Vorhang vor den Blicken des Publikums geschützt. Nach der Vorstellung verschwand Stalin, ohne den Komponisten in seiner Loge empfangen zu haben, soll sich aber mit seinen Begleitern insbesondere über die drastisch inszenierte Beischlafszene amüsiert haben. Beim Verlassen des Hauses fragte der anwesende Korrespondent der Regierungszeitung Iswestija Stalin, ob ihm die Aufführung gefallen habe. Dieser soll nach der Erinnerung des Augenzeugen Sergei Radamsky gesagt haben: „Das ist Wirrwarr und keine Musik!“ Am 28. Januar brachte die Prawda einen nicht signierten (d. h. einen von der Partei abgesegneten) Artikel „Chaos statt Musik“ über Lady Macbeth. Der Verriss war von katastrophaler Wirkung. Der Intendant Wladimir Iwanowitsch Nemirowitsch-Dantschenko, der die Oper in seinem Theater trotz des Prawda-Kommentars zunächst weiterspielen ließ, wurde kurz daraufhin in einem Iswestija-Beitrag gefragt: „Glaubt Nemirowitsch-Dantschenko allen Ernstes, sein Theater liege außerhalb der Sowjetunion?“ Obwohl er die Behörden darauf verwies, dass sämtliche Aufführungen auf Monate hinaus ausverkauft seien, musste er das Stück absetzen. Ein Kritiker nach dem anderen tat Abbitte und stolperte über seine vorherigen Meinungen. Eine Rolle dabei spielte die stark dogmatisierte sowjetische Kulturpolitik, wie sie von Schdanow propagiert wurde. In der Öffentlichkeit herrschte zudem die Ansicht, dass eine Oper dem „Prinzip der Wohlanständigkeit“ folgen und „erhabene Gegenstände erhaben gestalten“ müsse. Dies kollidierte mit Schostakowitschs Oper, in der eine Mörderin als Heldin dargestellt wird.
Während die Oper in der Sowjetunion verboten war, wurde sie den USA und in den europäischen Ländern mit Ausnahme des nationalsozialistischen Deutschland weiterhin erfolgreich aufgeführt. Nachdem Schostakowitsch bereits 1950 gegen eine in Kassel geplante Inszenierung der Lady Macbeth von Mzensk protestiert hatte, gestattete er 1959 der Deutschen Oper am Rhein in Düsseldorf eine „weltletzte Aufführung“ mit der Erklärung, er arbeite an einer Neufassung der Oper. Diese von Bohumil Herlischka inszenierte Produktion mit dem Namen Lady Macbeth auf dem Lande in einer deutschen Übersetzung von Reinhold Schubert war zugleich die deutsche Erstaufführung der Oper. Die musikalische Leitung hatte Alberto Erede. Die Rolle der Katerina sang Erika Wien.

### Katerina Ismailowa
Die Neufassung, an der Schostakowitsch seit 1956 gearbeitet hatte, erhielt schließlich den Titel Katerina Ismailowa und konnte am 8. Januar 1963, also in der Zeit des Tauwetters unter Nikita Chruschtschow, am Stanislawski-Nemirowitsch-Dantschenko-Musiktheater in Moskau uraufgeführt werden. Es folgten  Aufführungen dieser Fassung sowohl in der UdSSR als auch europaweit, unter anderen die Aufführungen in Leipzig (1969), Berlin (1973) und Erfurt (1986).
Einige der anrüchigsten Textpassagen entschärfte Schostakowitsch, insbesondere solche mit erotischer Thematik. Außerdem milderte er die extremsten instrumentalen Effekte und Gesanglagen ab. Insgesamt ergab sich eine stärker moralisierende Darstellung der Handlung. Einige dieser Entschärfungen waren allerdings bereits vor dem Verbot für die Druckausgabe von 1935 erfolgt.

### Wiedereinführung der Urfassung
1979, vier Jahre nach dem Tod Schostakowitschs, brachte Mstislaw Rostropowitsch eine Abschrift der Partitur der Urfassung von 1932 in den Westen, die er in Paris auf Tonträger einspielte. Die Partitur wurde im selben Jahr mit einer deutschen Übersetzung von Jörg Morgener und Siegfried Schoenbohm unter dem Titel Lady Macbeth von Mzensk bei Sikorski veröffentlicht. Diese Fassung wurde 1980 erstmals in deutscher Sprache in Wuppertal szenisch aufgeführt und setzte sich anschließend im westlichen Raum gegenüber der überarbeiteten Version durch. Lediglich in den Nachfolgestaaten der Sowjetunion blieb weiterhin die Neufassung maßgeblich. Erst 1996 führte Waleri Gergijew am Mariinski-Theater in Sankt Petersburg beide Fassungen nebeneinander auf. Die erste Moskauer Aufführung der Urfassung erfolgte 2000 an der dortigen Helikon-Oper.

### Einspielungen und Videoproduktionen
- 1979 Mstislaw Rostropowitsch (Dirigent), London Philharmonic Orchestra; Galina Wischnewskaja (Katerina Lwowna Izmailowa), Nicolai Gedda (Sergei), Taru Valjakka (Aksinja), Dimiter Petkow (Boris Timofejewitsch Izmailow), Birgit Finnilä (Sonjetka), Werner Krenn (Zinowi Borisowitsch Izmailow). Label: EMI (CD)
- 1992 Myung-Whun Chung (Dirigent), Orchestre de l’Opéra Bastille, Maria Ewing (Katerina Lwowna Izmailowa), Philip Langridge (Zinowi Borisowitsch Izmailow), Aage Haugland (Boris Timofejewitsch Izmailow), Sergej Larin (Sergei), Kristine Ciesinski (Aksinya); Heinz Zednik (Zerfetzter Bauer), Elena Zaremba (Sonjetka), Kurt Moll (alter Gefangener). Label: Deutsche Gramophon 437 511-2 (CD)
- 2002 Alexander Anissimow (Dirigent), Sinfonieorchester und Chor des Gran Teatre del Liceau, Kammerchor des Palau de la Música Catalana; Stein Winge (Inszenierung); Nadine Secunde (Katerina Lwowna Izmailowa), Christopher Ventris (Sergei), Anatoli Kotscherga (Boris Timofejewitsch Izmailow), Francisco Vas (Zinowi Borisowitsch Izmailow), Jewgeni Nesterenko (alter Gefangener). Live-Aufnahme aus dem Gran Teatre del Liceau, Barcelona. Label: EMI (DVD)
- 2006 Mariss Jansons (Dirigent); Royal Concertgebouw Orchestra; Martin Kušej (Inszenierung); Eva-Maria Westbroek (Katerina Lwowna Izmailowa), Christopher Ventris (Sergei), Carole Wilson (Aksinja), Wladimir Wanejew (Boris Timofejewitsch Izmailow/alter Gefangener), Lani Poulson (Sonjetka), Ludovít Ludha (Zinowi Borisowitsch Izmailow). Live-Aufnahme aus dem Muziektheater Amsterdam; Label: Opus Arte (DVD/Blu-ray)
- 2019 Alpesh Chauhan (Dirigent); City of Birmingham Symphony Orchestra, Birmingham Opera Company Chorus and Actors; Graham Vick (Inszenierung); Chrystal E. Williams (Katerina Lwowna Izmailowa), Brenden Gunnell (Sergei), Eric Greene (Boris Timofejewitsch Izmailow/alter Gefangener), Joshua Stewart (Zinowi Borisowitsch Izmailow), Grace Nyandoro (Aksinja), Lily Papaioannou (Sonjetka). Englische Fassung basierend auf der Übersetzung von David Pountney. Live-Film von John-Martin White, März 2019, von einer der Aufführungen im Tower Ballroom (Nightclub in Edgbaston); Internetveröffentlichung: Birmingham Opera Company 14.5.2021 https://www.birminghamopera.org.uk/lady-macbeth-of-mtsensk-live-film; OperaVision 14.5.2021 https://operavision.eu/en/library/performances/operas/lady-macbeth-mtsensk-birmingham-opera-company